# Evangelische Kirche (Bad Berleburg)

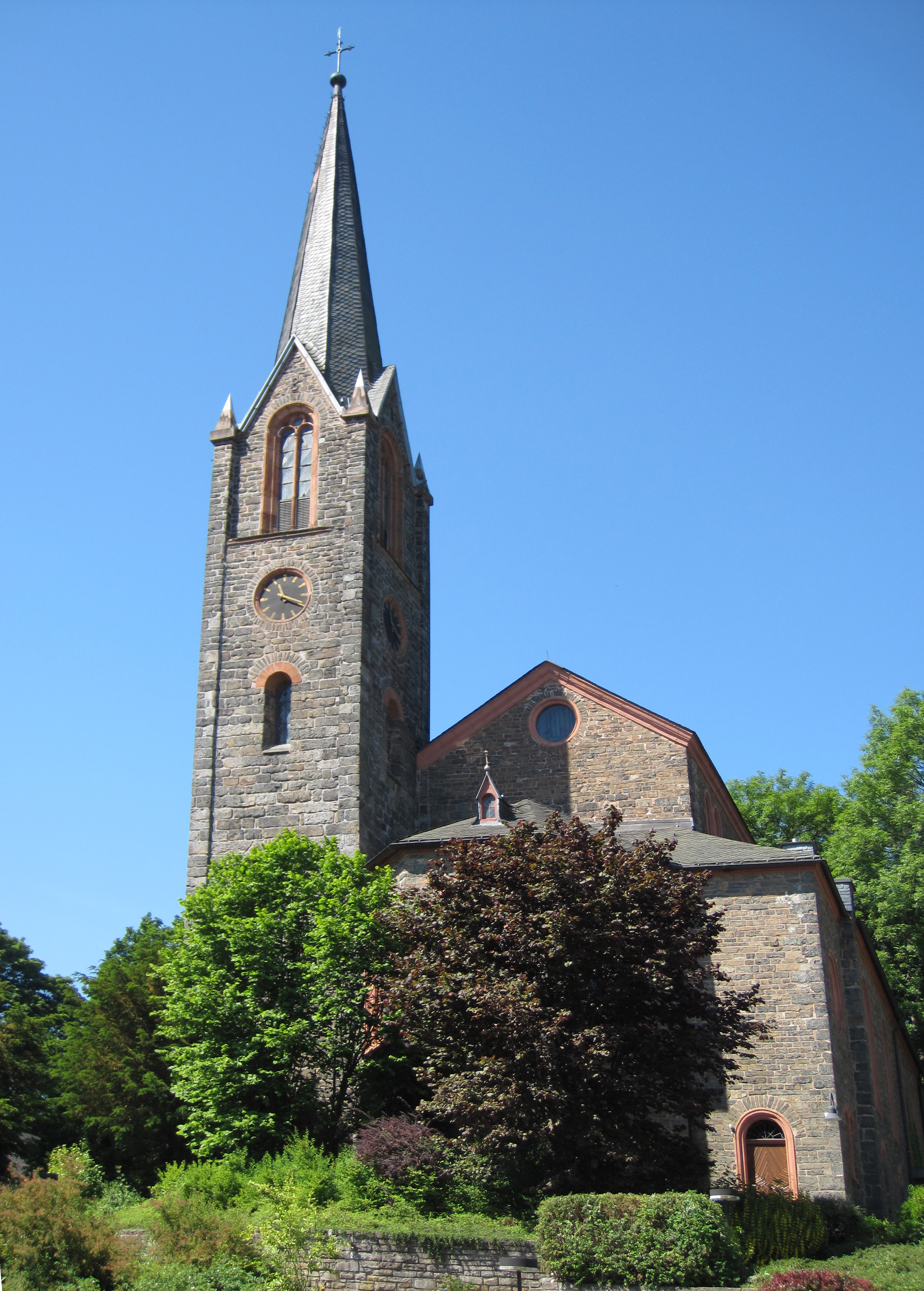
Evangelische Kirche

Die evangelische Kirche ist ein denkmalgeschütztes Kirchengebäude in Bad Berleburg im Kreis Siegen-Wittgenstein (Nordrhein-Westfalen).

## Geschichte und Architektur
Die Vorgängerkirche stand am Goetheplatz, sie wurde von 1837 bis 1839 abgetragen. Die heutige Kirche steht an der Schlossstraße 18 von der Straße abgerückt und erhöht.
Die vierjochige Emporenbasilika im Rundbogenstil und mit Chor im 5/8-Schluss wurde von 1857 bis 1859 nach Plänen von Friedrich Wilhelm Buchholz, die auf Betreiben von König Friedrich Wilhelm IV. durch Friedrich August Stüler überarbeitet wurden, errichtet. Der Bruchsteinbau wurde aus hammerrechter Grauwacke gemauert und mit Werkstein gegliedert.
Die Eingangsvorbauten bestehen aus rotem Sandstein und Terrakotta. An der Chorpartie mit dem Turm befindet sich ein zweigeschossiger Anbau. Die Längsseiten sich durch am Obergaden gedoppelte Rundbogenfenster gegliedert. Die großen Seitenschifffenster wurden in einfachem Maßwerk gefertigt. In das flachgedeckte Langhaus wurde umlaufend eine Empore eingebaut. Die weiten Arkadenpfeiler und die architektonischen Gliederungen wurde aus rotem Sandstein hergestellt.
Im Anbau über der Sakristei befindet sich die Patronatsloge mit einer dreibogigen Öffnung zum gewölbten Chor. Darüber wurde ein Wappen der Familie Sayn-Wittgenstein-Berleburg angebracht. Die Kanzel, das Gestühl und die Emporenbrüstungen stammen aus der Erbauungszeit der Kirche. Der Turm steht südseitig.

## Orgel
Die Orgel wurde 1975 von dem Orgelbauer Dieter Noeske (Rotenburg an der Fulda) erbaut. Das Schleifladen-Instrument hat 28 Register auf zwei Manualen und Pedal. Drei Register stammen aus der Vorgängerorgel. Die Spieltrakturen sind mechanisch, die Registertrakturen sind elektrisch.
| I Hauptwerk C–g3 |               |        |
| 1.               | Koppelflöte   | 16′    |
| 2.               | Prinzipal     | 08′    |
| 3.               | Spillpfeife   | 08′    |
| 4.               | Oktave        | 04′    |
| 5.               | Spitzflöte    | 04′    |
| 6.               | Waldflöte     | 02′    |
| 7.               | Rauschwerk II | 02 ⁄3′ |
| 8.               | Mixtur IV-VI  | 01 ⁄3′ |
| 9.               | Trompete      | 08′    |

| II Brustwerk C–g3 |                     |       |
| 10.               | Gedackt             | 8′    |
| 11.               | Viola di Gamba      | 8′    |
| 12.               | Vox coelestis       | 8′    |
| 13.               | Blockflöte          | 4′    |
| 14.               | Prinzipal           | 2′    |
| 15.               | Nasat               | 1 ⁄3′ |
| 16.               | Sifflöte            | 1′    |
| 17.               | Sesquialtera II-III |       |
| 18.               | Scharff III         | 2⁄3′  |
| 19.               | Französische Oboe   | 8′    |
|                   | Tremulant           |       |

| Pedalwerk C–f1 |                   |         |
| 20.            | Untersatz         | 16′     |
| 21.            | Prinzipalbass     | 08′     |
| 22.            | Gedacktbass       | 08′     |
| 23.            | Hohlflöte         | 04′     |
| 24.            | Rohrpfeife        | 02′     |
| 25.            | Baßsesquialter II | 05 1⁄3′ |
| 26.            | Hintersatz IV     | 02′     |
| 27.            | Posaune           | 16′     |
| 28.            | Clairon           | 04′     |

- Koppeln: II/I, I/P, II/P